# Michael Irby
Michael Clinton Irby (Palm Springs, 16 novembre 1972) è un attore statunitense.

## Filmografia parziale

### Cinema
- Piñero - La vera storia di un artista maledetto (Piñero), regia di Leon Ichaso (2001)
- Il castello (The Last Castle), regia di Rod Lurie (2001)
- Flightplan - Mistero in volo (Flightplan), regia di Robert Schwentke (2005)
- Giustizia privata (Law Abiding Citizen), regia di F. Gary Gray (2009)
- Faster, regia di George Tillman Jr. (2010)
- Fast & Furious 5 (Fast Five), regia di Justin Lin (2011)
- K-11, regia di Jules Stewart (2012)
- Chase - Scomparsa (Last Seen Alive), regia di Brian Goodman (2022)

### Televisione
- Sentieri (The Guiding Light) – serie TV, 5 episodi (1997)
- Law & Order - I due volti della giustizia (Law & Order) – serie TV, 3 episodi (1997-2000)
- Fantasmi (Haunted) – serie TV, 6 episodi (2002)
- Line of Fire – serie TV, 13 episodi (2003-2005)
- The Unit – serie TV, 68 episodi (2006-2009)
- NCIS: Los Angeles - serie TV, episodio 1x12 (2010)
- Castle - serie TV, episodio 5x11 (2013)
- Almost Human – serie TV, 13 episodi (2013-2014)
- The Following – serie TV, 2 episodi (2015)
- CSI: Cyber – serie TV, 3 episodi (2015)
- True Detective – serie TV, 6 episodi (2015)
- Taken – serie TV, 10 episodi (2017)
- SEAL Team – serie TV, 11 episodi (2017-2018)
- The Expanse – serie TV, 6 episodi (2020-2021)
- Barry – serie TV, 18 episodi (2018-2023)
- Mayans M.C. – serie TV, 44 episodi (2018-2023)

## Doppiatori italiani
Nelle versioni in italiano delle opere in cui ha recitato, Michael Irby è stato doppiato da:
- Franco Mannella in Person of Interest, The Following, SEAL Team
- Andrea Lavagnino in CSI: NY (ep. 7x22), The Mentalist
- Enrico Di Troia in CSI: Miami
- Wahib Marzouk in Flightplan - Mistero in volo
- Simone Mori in Line of Fire
- Vittorio Guerrieri in The Unit
- Roberto Certomà in CSI: NY (ep. 1x10)
- Fabio Boccanera in Giustizia privata
- Davide Quatraro in Avvocati a New York
- Antonio Palumbo in NCIS: Los Angeles
- Alessandro Ballico in 24
- Davide Marzi in The Good Wife
- Pasquale Anselmo in Fast & Furious 5
- Vladimiro Conti in CSI - Scena del crimine
- Guido Di Naccio in Castle
- Francesco De Francesco in Almost Human
- Simone D'Andrea in CSI: Cyber
- Massimo Bitossi in True Detective
- Stefano Billi in Rizzoli & Isles
- Stefano Alessandroni in Taken
- Riccardo Scarafoni in Mayans M.C.
- Gianluca Machelli in Chase - Scomparsa
- Diego Suarez in Barry
- Ambrogio Colombo in Avvocato di difesa - The Lincoln Lawyer